# فونازوشی

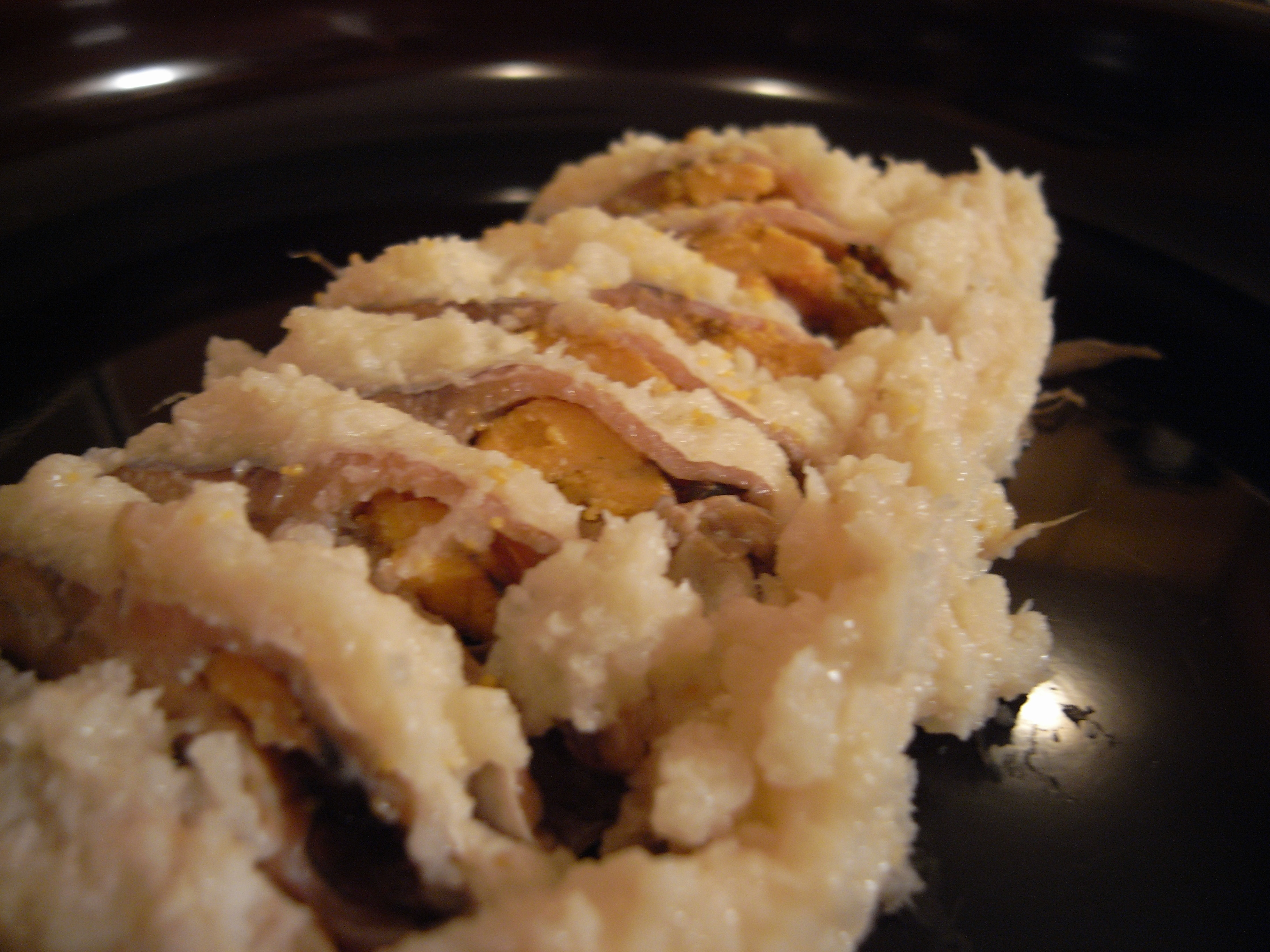
فونازوشی

فونازوشی (به ژاپنی: 鮒寿司 ふなずし) نام یکی از انواع سوشی و از نوع ناره‌زوشی است که با استفاده از یکی از انواع کپورماهیان به نام ماهی فونا تهیه می‌شود. فونازوشی غذای سنتی، استان شیگا است.